# ZE:A
ZE:A (hangul: 제국의 아이들), también conocido como Children of Empire, es un grupo masculino surcoreano creado por Star Empire Entertainment en 2010. El grupo está formado por nueve miembros: Kevin, Hwang Kwang-hee, Im Si-wan, Moon Joon-young, Kim Tae-heon, Jung Hee-chul, Ha Min-woo, Park Hyung-sik y Kim Dong-jun. El grupo lanzó su primer álbum Nativity y su sencillo principal "Mazeltov" el 7 de enero de 2010, y realizaron su presentación cinco días después. El grupo hizo su debut en Music Bank de KBS el 15 de enero de 2010.

## Historia

### Predebut
Bajo el nombre de Child of Empire, tras su aparición en Office Reality de Mnet, el grupo ganó atención realizando varios espectáculos y creando videos. También aparecieron en un programa de estilo documental, Star Empire, y más tarde obtuvieron su propio programa documental titulado Empire Kids Returns, que los muestra actuando en wingcar en Seúl y entrenando. El grupo enfrentó controversia en diciembre luego de las similitudes del nombre del grupo con JeA de Brown Eyed Girls. Posteriormente el grupo cambió la pronunciación del nombre para evitar confusiones.

### 2010: Debut,Nativity,Leap for Detonation,Level Up, gira de conciertos y debut en Japón
ZE:A lanzó su álbum sencillo debut Nativity el 7 de enero de 2010,  alcanzando el número uno tanto en el "Album Chart" como en el "Artist Chart" de Daum ese mismo día.

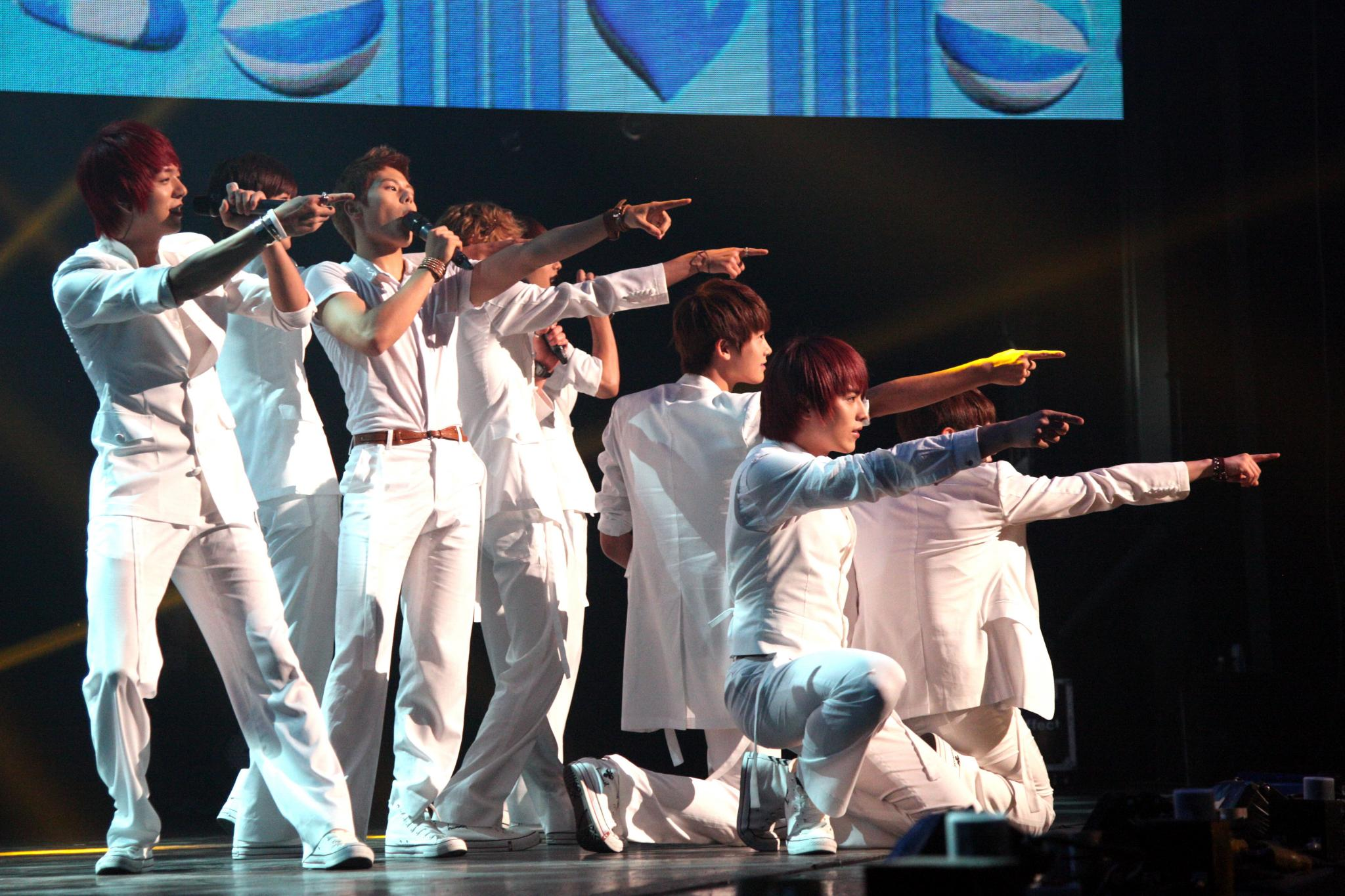
ZE:A en el Cyworld Dream Music Festival, el 23 de julio de 2011

Después de eso, lanzaron su segundo álbum llamado Leap for Detonation el 25 de marzo de 2010. La canción principal "All Day Long" fue producida por Brave Brothers. El grupo lanzó un video musical y un drama musical corto para la canción, en el que participaron Kim Dong Jun y la integrante de Nine Muses Park Min Ha. El 8 de julio de 2010, se lanzó digitalmente Level Up, el tercer sencillo del grupo. En junio, el club de fans de ZE:A anunció que su nombre oficial sería ZE:A's (o ZE:A STYLE).
A finales de julio, el grupo se embarcó en su gira de promoción por Asia, pasando por Tailandia, Taiwán, Singapur, Malasia y varios otros lugares.
El grupo debutó en Japón el 22 de septiembre de 2010 con su primer sencillo titulado ZE:A! (ゼア!). El sencillo se ubicó en el tercer puesto en la lista diaria de Oricon. El 21 de diciembre de 2010, ZE:A publicó su álbum sencillo japonés titulado Love Letter/My Only Wish. Obtuvo el segundo lugar en la lista diaria de Oricon.

### 2011:Lovability,Exciting!,Watch OutyHeart For 2

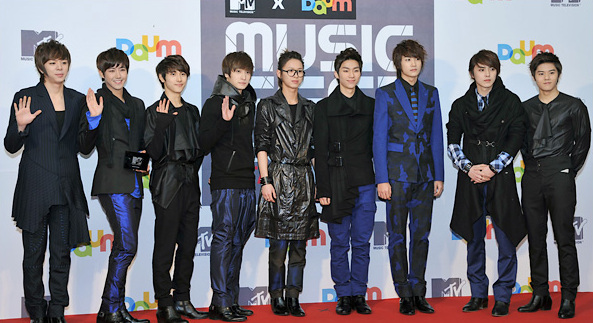
ZE:A en febrero de 2011

El 16 de enero de 2011, Sankei Sports de Japón anunció que el grupo tendrá papeles principales en la película de colaboración japonesa-coreana RONIN POP.
El grupo lanzó su primer álbum de larga duración, Lovability, el 17 de marzo de 2011 con "Here I Am" como sencillo principal.
Debido a problemas con la canción "Be My Girl", ya que ésta no era apta para menores, las promociones de Lovability se detuvieron. Sin embargo, el 16 de marzo, el grupo anunció que donarían parte de las ganancias de su próxima gira para ayudar a las víctimas del terremoto y tsunami de Japón.
A finales de junio, Star Empire anunció que el grupo lanzaría un sencillo para el verano. Mientras estaban en la sesión de fotos para la portada del álbum Exciting!, el miembro Hyung Sik se cayó del yate junto con el miembro Dong Jun. Hyung Sik fue salvado por Dong Jun y el manager del grupo, aunque sufrió una lesión leve en el tobillo.
El 8 de julio de 2011, ZE:A lanzó su tercer álbum sencillo titulado Exciting!. El sencillo principal fue "Watch Out", y el grupo hizo su regreso en Music Bank de KBS ese mismo día. El 8 de julio, el grupo alcanzó por primera vez el primer lugar en la lista de ventas de álbumes en tiempo real de Hanteo. El grupo lanzó su nuevo sencillo "Heart For 2" el 29 de julio, luego de dos semanas promocionando "Watch Out!".
A principios de octubre, Star Empire anunció que se lanzaría un nuevo sencillo japonés el 22 de noviembre. El sencillo contenía 4 pistas, incluida una balada titulada Daily Daily, una versión japonesa de "All Day Long", y versiones instrumentales de ambas canciones. El sencillo se ubicó en el tercer lugar del Oricon Chart solo unas horas después de su lanzamiento.

### 2012: Regreso retrasado, debut de la unidad proyecto,Spectacular,PhoenixyBeautiful Lady
Durante su breve descanso, algunos integrantes de ZE:A participaron en dramas y programas de variedades. Es importante mencionar que Im Siwan se volvió famoso en todo el país gracias a su actuación en el drama The Moon That Embraces The Sun de MBC, donde interpretó al joven erudito Heo Yeom. La serie se emitió desde el 4 de enero hasta el 15 de marzo de 2012.
El álbum de regreso de ZE:A iba a ser lanzado el 21 de junio de 2012, pero en mayo, la agencia de ZE:A, Star Empire Entertainment, anunció que el grupo pospondría su regreso debido a una lesión en el tobillo derecho del miembro Junyoung.
Más tarde se anunció que Ha Min Woo de ZE:A formaría un grupo de unidad con dos artistas japoneses, Hayato Nikaido (cantante de Alpha) y el actor Yoshihide Sasaki. El grupo se llama 3Peace Lovers, y su primer sencillo "Virtual Love" fue lanzado el 26 de junio de 2012.
El grupo lanzó su segundo álbum de estudio, Spectacular, el 4 de julio, junto con la canción principal "Aftermath". El disco tenía 11 pistas. Presentaron el disco en un programa de televisión, interpretando varias de sus canciones para promocionarlo.
En agosto, se confirmó que Kwanghee sería parte del elenco del programa de MBC We Got Married, y que se emparejaría con Sunhwa de Secret.
El 26 de agosto, el cuarto álbum de ZE:A, Phoenix, fue lanzado. Promovido como un regalo especial, Beautiful Lady fue lanzado el 7 de diciembre de 2012. El video fue lanzado el mismo día con varias escenas que cuentan con Park Hyungsik y Nam Ji-Hyun de 4minute, que fueron elegidos en el reality show The Romantic and Idol.

### 2013:Illusion
El primer miniálbum de ZE:A, Illusion, con el sencillo principal "Ghost of Wind", fue lanzado el 8 de agosto de 2013.
Hyungsik fue elegido para The Heirs como Jo Myungsoo. Minwoo fue elegido para un musical japonés llamado Summer Snow.
ZE:A tuvo su primer concierto a gran escala en Corea, Illusionist, el 23 de noviembre de 2013.

### 2014:First Homme, cambio del nombre artístico de Junyoung y subunidad proyecto
El segundo miniálbum del grupo, First Homme, con la canción principal "Breathe", fue lanzado el 2 de junio de 2014. El grupo hizo su regreso al escenario para la promoción First Homme comenzó el 5 de junio en M! Cuenta atrás. "Breathe" se promocionó simultáneamente durante dos semanas con otra canción de su miniálbum "St:Dagger". Ambas pistas fueron producidas por Brave Brothers.
El 22 de agosto de 2014, el líder de ZE:A, Junyoung, anunció durante su fanmeet del Día de ZE:A que adoptaría el nombre artístico Lee Hoo (이후). Citó sentimientos negativos en torno a su nombre como razón para cambiarlo. Sería el segundo miembro en adoptar un nombre artístico.
El 22 de agosto, Star Empire Entertainment anunció que se formaría un subgrupo colaborativo de ZE:A y Nine Muses, llamado Nasty Nasty. El grupo estaba formado por los miembros de Nine Muses, Kyungri y Sojin, y el miembro de ZE:A, Kevin. Debutaron el 3 de septiembre de 2014 con la canción Knock.

### 2015-2017:ZE:A Best Albume hiatus
Minwoo anunció su alistamiento el 26 de agosto de 2015 y se alistó por completo el 15 de septiembre. Estaba previsto que estuviera en servicio activo durante 21 meses. Taeheon se alistó el 7 de diciembre de 2015 como soldado en servicio activo.
El primer álbum recopilatorio del grupo (mejor álbum), junto con su canción principal "Continue", fue lanzado el 18 de septiembre de 2015.
El 18 de abril, Kwanghee fue elegido oficialmente para unirse al elenco de Infinite Challenge, uno de los programas de variedades coreanos más populares y exitosos.
El 9 de febrero de 2017 se dijo incorrectamente que ZE:A estaba a punto de desintegrarse. Los miembros luego confirmaron que no era cierto y que se enfocarían en proyectos individuales por el momento. Algunos miembros también se unirían a otras compañías. El 12 de abril, Star Empire emitió un comunicado oficial confirmando que ZE:A no se disolvería y regresará como grupo en el futuro.

## Miembros
- Kevin (케빈) — vocalista
- Hwang Kwang-hee (황광희) — vocalista
- Im Si-wan (임시완) — vocalista
- Lee Hoo (이후) — líder, vocalista
- Kim Tae-heon (김태헌) — rapero
- Jung Hee-chul (정희철) — rapero
- Ha Min-woo (하민우) — rapero, vocalista
- Park Hyung-sik (박형식) — vocalista
- Kim Dong-jun (김동준) — vocalista[36]

## Subunidades
- ZE:A FIVE (Siwan, Hyungsik, Kevin, Minwoo y Dongjun)
- ZE:A 4U (Kwanghee, Lee Hoo, Taeheon y Heechul)
- ZE:A J (Kevin, Taeheon, Heechul, Minwoo y Dongjun)

## Discografía
- Lovability (2011)
- Spectacular (2012)

## Premios

### Mnet Asian Music Awards
| Año  | Obra nominada | Premio                        | Resultado |
| ---- | ------------- | ----------------------------- | --------- |
| 2010 | "MAMA"        | Mejor Artista Masculino Nuevo | Nominado  |

### Honores estatales
| País          | Año  | Honor                                                          | Ref.   |
| ------------- | ---- | -------------------------------------------------------------- | ------ |
| Corea del Sur | 2011 | Mención honorífica del Ministro de Cultura, Deportes y Turismo | [ 38 ] |